# Je deviens moi
„Je deviens moi” – debiutancki album francuskiego piosenkarza Grégory’ego Lemarchala, zwycięzcy czwartej edycji programu Star Academy. Jest to jedyna płyta artysty, która została nagrana i wydana za jego życia.
Album został wydany 17 kwietnia 2005 roku nakładem wytwórni Universal. Krążek okazał się numerem jeden na listach przebojów i sprzedał się w liczbie ponad miliona kopii.
Płyta została wydana w dwóch wersjach:
- standardowa CD
- kolekcjonerskie wydanie CD + DVD

## Lista utworów
CD album
| #  | Tytuł                        | Długość |
| -- | ---------------------------- | ------- |
| 1  | „Je deviens moi”             | 3:37    |
| 2  | „Je suis en vie”             | 3:44    |
| 3  | „Écris l’histoire”           | 4:17    |
| 4  | „À corps perdu”              | 4:13    |
| 5  | „Le Feu sur les planches”    | 4:16    |
| 6  | „Je t'écris”                 | 6:44    |
| 7  | „Pardonne-moi”               | 4:08    |
| 8  | „Mon Ange”                   | 3:59    |
| 9  | „Promets-moi”                | 3:36    |
| 10 | „Il n'y a qu'un pas”         | 3:54    |
| 11 | „Le Bonheur tout simplement” | 3:59    |
| 12 | „Une Vie moins ordinaire”    | 4:09    |

DVD
1. „Grégory Lemarchal - droit dans les yeux”, dokument Séba Brisarda
2. Bonus

## Certyfikaty
| Kraj    | Certyfikat | Data            | Sprzedaż                 |
| ------- | ---------- | --------------- | ------------------------ |
| Francja | 2x Złoto   | 7 września 2005 | 484 400 (149 897 w 2005) |

## Listy
| Lista (2005)                | Najwyższa pozycja |
| --------------------------- | ----------------- |
| Belgia                      | 2                 |
| Francja                     | 1                 |
| Szwecjat                    | 20                |
| Lista (2007)                | Najwyższa pozycja |
| French Back Catalogue Chart | 1                 |
| French Digital Chart        | 2                 |

| Koniec roku listy (2005)    | Pozycja |
| --------------------------- | ------- |
| Belgia                      | 47      |
| Francja                     | 45      |
| Koniec roku listy (2007)    | Pozycja |
| French Back Catalogue Chart | 1       |
| French Digital Chart        | 26      |